# Neomphaliones
Neomphaliones è una delle sei sottoclassi in cui vengono attualmente suddivisi i molluschi della classe dei Gasteropodi.

## Tassonomia
In questa nuova classificazione i Neomphaliones ricoprono il rango di una delle sei sottoclassi che compongono la classe Gastropoda. A questa nuova versione della classificazione si attengono attualmente (2020) i database MolluscaBase e World Register of Marine Species (WoRMS), secondo la quale i Neomphaliones comprendono i seguenti ordini:
- Ordine Cocculinida
- Ordine Neomphalida